# Priestess (Album)

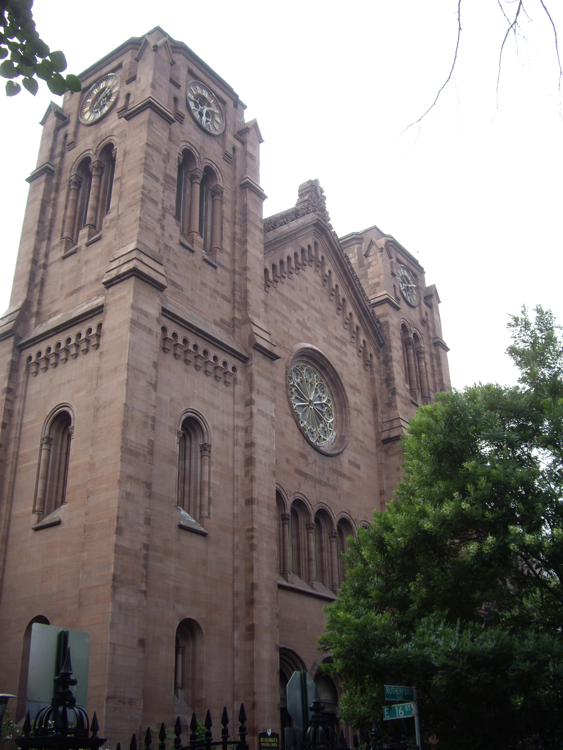
Die St. George’s Episcopal Church in New York City

Priestess (englisch Priesterin) ist ein Jazz-Album des Gil Evans Orchestra, das live am 13. Mai 1977 in der New Yorker St. George Episcopal Church aufgenommen und 1983 bei Antilles, dem Jazz-Sublabel von Island Records veröffentlicht wurde.

## Das Album
Am 13. Mai 1977 wurde der Bandleader, Arrangeur und Pianist Gil Evans 65 Jahre alt; seinen Geburtstag feierte er mit einem Konzert in der New Yorker St. George’s Episcopal Church an der East 16th Street. Das Konzert war auch als Benefiz-Veranstaltung für die City and Country School des Viertels gedacht, die seine Söhne Miles und Noah besuchten. Im Dezember zuvor waren sämtliche Schul-Musikinstrumente gestohlen worden und Evans hoffte, sie mit den erzielten Konzerteinnahmen ersetzen zu können. Zufälligerweise hatte auch John Simon, der auch Produzent von Evans’ Capitol-Album von 1971 gewesen war, ein Kind an dieser Schule. Er half bei der Organisation des Abends, und gemeinsam beschlossen sie, das Konzert auf Schallplatte aufzunehmen. Das Album Priestess wurde aus dem zweieinhalb Stunden Konzertmaterial zusammengestellt.

## Rezeption
Stephanie Stein Crease schrieb: „'Priestess’ ist far more mainstream than There Comes a Time; it has nowhere near near the latter’s swirling density and extensive group improvisations. It’s a beautifully produced album; the sound is luminous, and Gil’s textures come through clearly.“
Im Allmusic verlieh Scott Yanow dem Album 4 Sterne und merkte an, dass Priestess eines seiner besseren Aufnahmen [dieser Periode] sei; obwohl zwei der Titel über zwölf Minuten lang seien (das Titelstück umfasste 19½ Minuten), sei die Musik generell unter Kontrolle. Mit Solisten wie David Sanborn, Arthur Blythe, Lew Soloff und George Adams sei die Musik sehr stimulierend und fesselnd.
Auch Ian Carr hob im Jazz – Rough Guide das Album als eines der bedeutendsten in der Diskographie des Bandleaders hervor und meinte: „This is the minimalist side at its most sublime. […] Although the arrangements are merely sketches from the old master’s pen, the music is highly concentrated and totally coherent.“ Die Höhepunkte sind nach Meinung des Autors die Solisten Lew Soloff und Arthur Blythe im Titelstück, David Sanborn in Short Visit, George Adams in Orange Was the Colour of Her Dress, Then Blue Silk und Lunar Eclipse, in dem das ganze Ensemble improvisierte und ausgeschriebene Passagen spiele.
Richard Cook und Brian Morton vergaben dem Album in The Penguin Guide to Jazz die zweithöchste Bewertung von 3½ Sternen und merkten an, Priestess stehe etwas abseits von den Live-Aufnahmen der späten 1970er Jahre von Evans. Ob berechtigt oder unberechtigt, hätte es durch David Sanborns Solo in Short Visit Kultstatus erlangt, der sich damit seine Meriten im Jazz erworben hätte. Hier gäbe es keine Evans- und auch keine Hendrix-Komposition, und eine Kuriosität, Lunar Eclipse von Masabumi Kikuchi.

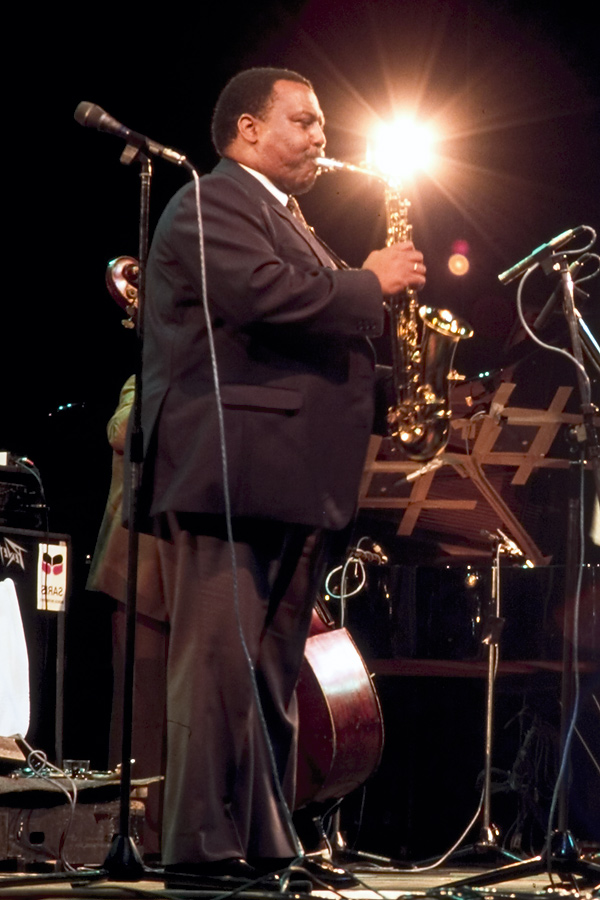
Arthur Blythe (1989)

## Titelliste
- Gil Evans: Priestess  (Antilles AN1010 (LP), Antilles 422-826 770-2-CD)

1. Priestess (Billy Harper) – 19:42
2. Short Visit (John Simon) – 12:07
3. Lunar Eclipse (Masabumi Kikuchi) – 4:19
4. Orange Was the Colour of Her Dress Then Blue Silk (Charles Mingus) – 4:40